# André de Kerchove de Denterghem

De Kerchove de Denterghem als ambassadeur in Parijs (1936) te midden van Belgische politici

Graaf André Charles Eugène Oswald Rodolphe Auguste Marie Ghislain de Kerchove de Denterghem (Gent, 16 oktober 1885 - Brussel, 24 april 1945) was een Belgisch diplomaat, provinciegouverneur en liberaal senator.

## Biografie

### Familie
André de Kerchove de Denterghem was een telg uit de familie De Kerchove de Denterghem. Hij was de jongste zoon van graaf Oswald de Kerchove de Denterghem en Marie Lippens. Zijn vader was achtereenvolgens advocaat, gouverneur van Henegouwen, volksvertegenwoordiger en senator.
Hij trouwde in 1910 in Brussel met Marguerite Maskens (1888-1966). Ze kregen drie zoons, onder wie ambassadeur graaf Charles de Kerchove de Denterghem (1911-1983).
Hij was een schoonbroer van graaf Alexandre de Hemptinne, natuurkundige en scheikundige, en baron Pol-Clovis Boël, industrieel, gemeenteraadslid van La Louvière, volksvertegenwoordiger en senator.

### Diplomatie
De Kerchove werd doctor in de rechten en begon onmiddellijk aan een diplomatieke carrière:
- 1908: attaché in Tokio,
- 1909: attaché in Londen,
- in 1911-1912 slaagde hij in de diplomatieke examens,
- 1912: ambassadesecretaris in Berlijn,
- 1915: ambassadesecretaris in Boekarest,
- 1916: ambassadesecretaris in Den Haag,
- 1919: ambassaderaad in Londen,
- 1920: ambassaderaad in Berlijn.

### Gouverneur
Kort na zijn aankomst in Berlijn als ambassaderaad vroeg de Kerchove in disponibiliteit te worden gesteld. Daarop werd hij benoemd tot gouverneur van Oost-Vlaanderen, een ambt dat hij tot in 1929 bekleedde. Zijn benoeming kwam er nadat zijn neef, gouverneur Maurice August Lippens, tot gouverneur-generaal van Belgisch-Congo was benoemd, maar de benoeming slechts had aanvaard op voorwaarde dat hij door een liberaal als gouverneur zou worden opgevolgd.
In 1929 nam de Kerchove ontslag uit protest voor het feit dat de Katholieke Partij een minderheidsdeputatie had gevormd, met gedoogsteun van de Vlaams-nationalisten. Daar wilde hij niets mee te maken hebben.
De familietraditie getrouw, was hij ook voorzitter van de koninklijke vereniging die de Gentse Floraliën organiseerde. Dit liet hem toe de koning en de koningin en talrijke andere personaliteiten met grote plechtigheid te ontvangen.

### Opnieuw diplomatie
In 1929 wenste de Kerchove dus terug te keren naar de diplomatie, maar het ministerie van Buitenlandse Zaken kon hem voorlopig geen passende post aanbieden. In juli 1929 werd hij dan maar provinciaal senator en bleef dit tot in januari 1932. Hij nam ontslag toen een passende post gevonden was en hij zijn diplomatieke carrière hernam:
- december 1931: gevolmachtigd minister in Berlijn,
- oktober 1935: ambassadeur in Parijs,
- maart 1938: ambassadeur in Rome.

In juli 1940, de oorlog aan België door Italië verklaard zijnde, ging de Kerchove voorlopig schuilen in Lausanne. Van de regering in Londen kreeg hij de opdracht de voedselbevoorrading in het voordeel van het bezette België te organiseren. Hij stichtte het Comité de coordination du ravitaillement de la Belgique par l'Europe, dat gefinancierd werd door de Belgische regering in Londen. Honderdduizenden voedselpakketten werden naar de krijgsgevangenen verstuurd, terwijl containers met voedsel België bereikten.
De Kerchove beëindigde de activiteiten van het comité op 23 maart 1945. Hij was ondertussen ernstig ziek geworden. Op 24 april 1945 kwam hij aan in België en overleed nog diezelfde dag.